# Cantó de Tença
El cantó de Tença és un cantó francès del departament de l'Alt Loira, situat al districte de Sinjau. Té sis municipis i el cap és Tença.

## Municipis
- Le Chambon-sur-Lignon
- Chenereilles
- Le Mas-de-Tence
- Mazet-Saint-Voy
- Sant Gèire
- Tença

## Història
| Data d'elecció                           | Identitat           | Partit        | Qualitat |
| ---------------------------------------- | ------------------- | ------------- | -------- |
| 1961-1967                                | M. Chaudier         | SFIO          |          |
| 1967-197.                                | M. Barreau          | Divers gauche |          |
| 197.-1979                                | Raymond Vincent     | Divers gauche |          |
| 1979-1985                                | M. Guilhot          | Divers gauche |          |
| 1985-2011                                | Jean Digonnet       | Divers droite |          |
| 2011-                                    | Jacqueline Decultis | EELV          |          |
| les dades anteriors no són pas conegudes |                     |               |          |
|                                          |                     |               |          |